# مغرس ناجي (تبن)

تعديل مصدري - تعديل

مغرس ناجي هي إحدى قرى عزلة الحوطة بمديرية تبن التابعة لمحافظة لحج، بلغ تعداد سكانها 439 نسمة حسب تعداد اليمن لعام 2004.